# Guyana en los Juegos Olímpicos de Río de Janeiro 2016
Guyana confirmó su participación en los Juegos Olímpicos de 2016 en Río de Janeiro, Brasil, del 5 al 21 de agosto de 2016.

## Deportes

### Atletismo
El páís logró la clasificación de cuatro atletas.
Hombres
| Atleta         | Evento | Eliminatoria | Eliminatoria | Semifinal | Semifinal | Final     | Final |
| Atleta         | Evento | Resultado    | Rango        | Resultado | Rango     | Resultado | Rango |
| -------------- | ------ | ------------ | ------------ | --------- | --------- | --------- | ----- |
| Winston George | 400 m  |              |              |           |           |           |       |

| Atleta     | Evento       | Calificación | Calificación | Final     | Final    |
| Atleta     | Evento       | Distancia    | Posición     | Distancia | Posición |
| ---------- | ------------ | ------------ | ------------ | --------- | -------- |
| Troy Doris | Salto triple |              |              |           |          |

Mujeres
| Atleta            | Evento | Eliminatoria | Eliminatoria | Cuartos de final | Cuartos de final | Semifinal | Semifinal | Final     | Final |
| Atleta            | Evento | Resultado    | Rango        | Resultado        | Rango            | Resultado | Rango     | Resultado | Rango |
| ----------------- | ------ | ------------ | ------------ | ---------------- | ---------------- | --------- | --------- | --------- | ----- |
| Brenessa Thompson | 100 m  | —            | —            |                  |                  |           |           |           |       |
| Brenessa Thompson | 200 m  |              |              | —                | —                |           |           |           |       |
| Aliyah Abrams     | 400 m  |              |              | —                | —                |           |           |           |       |

### Natación
Guyana fue invitada por la Federación Internacional de Natación con el envío de dos nadadores universitarios (un hombre y una mujer).
| Atleta           | Evento                          | Eliminatoria | Eliminatoria | Semifinal | Semifinal | Final  | Final |
| Atleta           | Evento                          | Tiempo       | Rango        | Tiempo    | Rango     | Tiempo | Rango |
| ---------------- | ------------------------------- | ------------ | ------------ | --------- | --------- | ------ | ----- |
| Hannibal Gaskin  | 100 m estilo mariposa masculino |              |              |           |           |        |       |
| Jamila Sanmoogan | 50 m estilo libre femenino      |              |              |           |           |        |       |